# Robbie Williams-diszkográfia
Robbie Williams brit énekes-dalszerző diszkográfiája 8 stúdióalbumot, 1 koncertalbumot, 2 válogatásalbumot, 35 kislemezt, 35 videóklipet, 8 video albumot és az énekes közreműködéseit tartalmazza egyéb albumokon.
1995-ben, miután otthagyta a Take That együttest, Robbie Williams George Michael Freedom című dalának feldolgozásával indította el szólókarrierjét, a kislemez a második helyen végzett a brit kislemez listán. Ezután, 1997 áprilisában megjelent az Old Before I Die című single, amely debütáló albumának (Life thru a Lens) első kislemeze lett és szintén a brit kislemez lista 2. helyére került, bár a nemzetközi slágerlisták túlzottan nem vettek róla tudomást. A második kislemez, a Lazy Days 1997 júliusában jelent meg, a 8. helyre került a brit kislemez listán és nehezen jutott be az európai Top 40 listára. Debütáló albuma, a Life thru a Lens, 1997 szeptemberében jelent meg, a 11. helyre került a brit album listán. A lemez harmadik kislemeze, a South of the Border a 14. lett a listán. Az Angels című kislemezt adták ki negyedikként az albumról, ez a kislemez bestseller lett az Egyesült Királyságban, a BPI kétszeres platinalemezzé nyilvánította.(hivatkozás) A kislemez, azon kívül, hogy Európa-szerte hatalmas sikere lett, az album eladási statisztikáját is nagyban növelte. A Life Thru a Lens 40 hétig maradt a brit top 10-ben és csak Európában több, mint 3 millió darabot adtak el belőle. Az album ötödik és egyben utolsó kislemeze a Let Me Entertain You, amely az énekes legtöbb koncertjének nyitó dala, a brit kislemez lista 3. helyén végzett.
A második nagylemezről, az I’ve Been Expecting You-ról a Millennium jelent meg kislemezként elsőnek, amelynek zenei alapját John Barry zeneszerző James Bond Csak kétszer élsz című filmhez készült főcímzenéje adta. A Millennium lett Williams első szóló number 1 kislemeze az Egyesült Királyságban 1998 szeptemberében, a BPI aranylemezzé nyilvánította. Európa több országában és Ausztráliában bekerült a legjobb 20 kislemez közé. Az I’ve Been Expecting You 1998. október végén jelent meg és az Egyesült Királyságban a lista élén debütált. Az album második kislemezét, a No Regrets-t az énekes a Pet Shop Boys énekesével, Neil Tennanttal és a The Divine Comedy-ből, Neil Hannonnal együtt készítette. Ez a kislemez a 4. helyre került az Egyesült Királyság kislemez listáján és ezüstlemez lett. A harmadik kislemez, a Strong szintén a brit lista 4. helyén végzett. A lemez 5. kislemeze, a She’s the One a második lett az Egyesült Királyság kislemez listáján és a BPI aranylemezzé nyilvánította 2000 elején. Az I’ve Been Expecting You óriási siker lett, a BPI-től 10-szeres platinalemez minősítést kapott.
A következő nagylemez első kislemeze a Rock DJ azonnali sikerlemez lett, 1. helyre került a brit listán, ezzel Williams harmadik number one kislemeze lett. Első helyezett lett Új-Zélandon és több országban bekerült a legjobb 10 dal közé. A Rock DJ platinalemez lett. Amikor a Sing When You’re Winning 2000 augusztusában megjelent, az egész világon a slágerlisták élére ugrott: Németországban, Új-Zélandon, és Hollandiában, bekerült a legjobb 10 album közé Olaszországban, Ausztriában, Ausztráliában, és Svédországban, többek közt. Az Egyesült Királyságban a slágerlista élén végzett, a BPI 8-szoros platinalemez minősítést adott neki. Az album második kislemeze, a Kids az ausztrál pop-ikonnal, Kylie Minogue-val közösen készült. A Kids is azonnali sikert hozott, az Egyesült Királyságban a 2. lett, és az egész világon a legjobb 20 dal között volt a listákon. A két következő kislemez, a Supreme és a Better Man szintén sikeres lett, számos országban a legjobb 10 dal közé került be. Az Eternity című dal végül nem került fel a nagylemezre, a Eternity/The Road To Mandalay című kislemezen jelent meg 2001 júliusában és a 4. number one kislemeze lett az énekesnek az Egyesült Királyságban és számos országban (Németországban, Svájcban, Ausztriában és Olaszországban) bekerült a top 10-be.
Robbie Williams világszerte több, mint 55 millió lemezt adott el. Csak Ausztráliában, több, mint 2,5 millió lemezt adott el.

## Albumok
Robbie Williams összes megjelent albuma és helyezései az alábbi országokban: Egyesült Királyság (UK), Németország (GER), Hollandia(NLD)Svájc (SWI), Ausztria (AUT), Svédország (SVE) Franciaország (FRA),
Olaszország (ITA),
Ausztrália (AUS), Új-Zéland (NZ), Mexikó (MEX), Argentína (ARG), Amerikai Egyesült Államok (USA). Kanada (CAN),

### Stúdióalbumok
| Év | Album címe | Legmagasabb helyezés | Legmagasabb helyezés | Legmagasabb helyezés | Legmagasabb helyezés | Legmagasabb helyezés | Legmagasabb helyezés | Legmagasabb helyezés | Legmagasabb helyezés | Legmagasabb helyezés | Legmagasabb helyezés | Legmagasabb helyezés | Legmagasabb helyezés | Minősítés                                           |
| Év | Album címe | UK                   | GER                  | NLD                  | SWI                  | AUT                  | SWE                  | FRA                  | ITA                  | AUS                  | NZ                   | USA                  | CAN                  | Minősítés                                           |
| --- | --- | -------------------- | -------------------- | -------------------- | -------------------- | -------------------- | -------------------- | -------------------- | -------------------- | -------------------- | -------------------- | -------------------- | -------------------- | --------------------------------------------------- |
| 1997                                                                                                   | Life thru a Lens - Megjelent: 1997. szeptember 29. - Kiadó: Chrysalis - Formátum: CD, kazetta                                  | 1                    | 42                   | 59                   | 39                   | 33                   | —                    | —                    | 39                   | 34                   | —                    | —                    | —                    | - UK: 8× platina - AUS: arany - EU: 3× platina      |
| 1998                                                                                                   | I’ve Been Expecting You - Megjelent: 1998. október 26. - Kiadó: Chrysalis - Formátum: CD, kazetta                              | 1                    | 16                   | 35                   | 19                   | 24                   | 21                   | 31                   | 20                   | —                    | 4                    | —                    | —                    | - UK: 10× platina - EU: 4× platina                  |
| 2000                                                                                                   | Sing When You’re Winning - Megjelent: 2000. augusztus 28. - Kiadó: Chrysalis - Formátum: CD, kazetta, vinyl                    | 1                    | 1                    | 3                    | 2                    | 4                    | 4                    | 19                   | 5                    | 7                    | 1                    | 110                  | 17                   | - UK: 8× platina - AUS: 3× platina - EU: 4× platina |
| 2001                                                                                                   | Swing When You’re Winning - Megjelent: 2001. november 19. - Kiadó: Chrysalis - Formátum: CD, kazetta, vinyl                    | 1                    | 1                    | 2                    | 1                    | 1                    | 4                    | 21                   | 6                    | 3                    | 1                    | —                    | —                    | - UK: 7× platina - AUS: 4× platina - EU: 6× platina |
| 2002                                                                                                   | Escapology - Megjelent: 2002. november 18. - Kiadó: EMI - Formátum: CD, kazetta, vinyl                                         | 1                    | 1                    | 1                    | 1                    | 1                    | 1                    | 3                    | 2                    | 3                    | 3                    | 43                   | —                    | - UK: 6× platina - AUS: 5× platina - EU: 5× platina |
| 2005                                                                                                   | Intensive Care - Megjelent: 2005. október 24. - Kiadó: Chrysalis - Formátum: CD, CD+DVD, digitális letöltés, vinyl             | 1                    | 1                    | 1                    | 1                    | 1                    | 1                    | 1                    | 1                    | 1                    | 1                    | —                    | —                    | - UK: 5× platina - AUS: platina - EU: 5× platina    |
| 2006                                                                                                   | Rudebox - Megjelent: 2006. október 23. - Kiadó: Chrysalis - Formátum: CD, CD+DVD, digitális letöltés, vinyl                    | 1                    | 1                    | 2                    | 1                    | 1                    | 2                    | 3                    | 1                    | 1                    | 14                   | —                    | —                    | - UK: 2× platina - AUS: 2× platina - EU: 2× platina |
| 2009                                                                                                   | Reality Killed the Video Star - Megjelent: 2009. november 9. - Kiadó: Virgin - Formátum: CD, CD+DVD, digitális letöltés, vinyl | 2                    | 1                    | 1                    | 1                    | 1                    | 2                    | 2                    | 2                    | 2                    | 7                    | 160                  | 57                   | - UK: 2× platina - AUS: arany - EU: platina         |
| 2012                                                                                                   | Take the Crown - Megjelent: 2012. november 5. - Kiadó: Universal - Formátum: CD, digitális letöltés                            | 1                    | 1                    | 1                    | 1                    | 1                    | 7                    | 9                    | -                    | 4                    | 12                   | -                    | -                    | - AUS: arany - AUT: arany - GER: arany              |
| A "—" jel azt jelenti, hogy az adott országban nem volt helyezése az albumnak, vagy nem is jelent meg. | |                      |                      |                      |                      |                      |                      |                      |                      |                      |                      |                      |                      |                                                     |

### Koncertalbumok
| Év | Album címe                                                                         | Legmagasabb helyezés | Legmagasabb helyezés | Legmagasabb helyezés | Legmagasabb helyezés | Legmagasabb helyezés | Legmagasabb helyezés | Legmagasabb helyezés | Legmagasabb helyezés | Legmagasabb helyezés | Legmagasabb helyezés | Legmagasabb helyezés | Legmagasabb helyezés | Minősítés                                     |
| Év | Album címe                                                                         | UK                   | GER                  | NLD                  | SWI                  | AUT                  | SWE                  | FRA                  | ITA                  | AUS                  | NZ                   | USA                  | CAN                  | Minősítés                                     |
| --- | ---------------------------------------------------------------------------------- | -------------------- | -------------------- | -------------------- | -------------------- | -------------------- | -------------------- | -------------------- | -------------------- | -------------------- | -------------------- | -------------------- | -------------------- | --------------------------------------------- |
| 2003                                                                                                   | Live at Knebworth - Megjelent: 2003. szeptember 29. - Formátum: CD                 | 2                    | 1                    | 3                    | 2                    | 1                    | 7                    | 12                   | 4                    | 3                    | 6                    | —                    | —                    | - UK: 2x platinalemez - IFPI: 2x platinalemez |
| 2012                                                                                                   | Robbie Williams Live: Take the Crown - Megjelent: 2012. november 5. - Formátum: CD | -                    | -                    | -                    | -                    | -                    | -                    | -                    | -                    | -                    | -                    | —                    | —                    |                                               |
| A "—" jel azt jelenti, hogy az adott országban nem volt helyezése az albumnak, vagy nem is jelent meg. |                                                                                    |                      |                      |                      |                      |                      |                      |                      |                      |                      |                      |                      |                      |                                               |

### Válogatásalbumok
| Év | Album címe | Legmagasabb helyezés | Legmagasabb helyezés | Legmagasabb helyezés | Legmagasabb helyezés | Legmagasabb helyezés | Legmagasabb helyezés | Legmagasabb helyezés | Legmagasabb helyezés | Legmagasabb helyezés | Legmagasabb helyezés | Legmagasabb helyezés | Legmagasabb helyezés | Minősítés                                                           |
| Év | Album címe | UK                   | GER                  | NLD                  | SWI                  | AUT                  | SWE                  | FRA                  | ITA                  | AUS                  | NZ                   | USA                  | CAN                  | Minősítés                                                           |
| --- | --- | -------------------- | -------------------- | -------------------- | -------------------- | -------------------- | -------------------- | -------------------- | -------------------- | -------------------- | -------------------- | -------------------- | -------------------- | ------------------------------------------------------------------- |
| 1999                                                                                                   | The Ego Has Landed - Megjelent: 1999. július 30. - Formátum: CD, kazetta                                               | —                    | —                    | —                    | —                    | —                    | —                    | —                    | —                    | 20                   | 1                    | 63                   | 17                   | - RIAA: aranylemez                                                  |
| 2004                                                                                                   | Greatest Hits (Robbie Williams-album) - Megjelent: 2004. október 18. - Formátum: CD, vinyl                             | 1                    | 1                    | 1                    | 1                    | 1                    | 2                    | 1                    | 1                    | 1                    | 1                    | —                    | —                    | - UK: 6x platinalemez - EU: 5x platinalemez - IFPI: 5x platinalemez |
| 2010                                                                                                   | In and Out of Consciousness: The Greatest Hits 1990–2010 - Tervezett megjelenés: 2010. október 11. - Formátum: CD, DVD | 1                    | —                    | 3                    | —                    | —                    | —                    | —                    | —                    | 6                    | —                    | —                    | —                    | - UK: platinalemez - EU: - IFPI:                                    |
| A "—" jel azt jelenti, hogy az adott országban nem volt helyezése az albumnak, vagy nem is jelent meg. | |                      |                      |                      |                      |                      |                      |                      |                      |                      |                      |                      |                      |                                                                     |

### Filmzenék
| Év   | Dal                                                                         | Film címe                                  |
| ---- | --------------------------------------------------------------------------- | ------------------------------------------ |
| 1998 | Man Machine                                                                 | A Ravasz az Agy és a két füstölgő puskacső |
| 1999 | I Wouldn't Normally Do This Kind Of Thing                                   | Jóbarátok                                  |
| 2001 | We Are the Champions                                                        | Lovagregény                                |
| 2001 | Summertime                                                                  | England Manager                            |
| 2002 | Have You Met Miss Jones? megjelent a Swing When You’re Winning című albumon | Bridget Jones naplója                      |
| 2003 | Beyond the Sea                                                              | Némó nyomában                              |
| 2003 | A Man For All Seasons                                                       | Johnny English                             |
| 2004 | It's De-Lovely                                                              | De-Lovely                                  |
| 2004 | Misunderstood                                                               | Bridget Jones: Mindjárt megőrülök!         |
| 2005 |                                                                             | A bűvös körhinta (The Magic Roundabout)    |

### Album eladások és eredmények
Robbie Williams több albumot adott el az Egyesült Királyságban, mint bármelyik másik brit szólóénekes.
Világszerte 53 millió nagylemezt és 15 millió kislemezt adott el.
Egyesült Államok
- Robbie csak három nagylemezt jelentetett meg itt, a The Ego Has Landedet (1999), a Sing When You’re Winninget (2000) és az Escapology-t (2002)

Egyesült Királyság
Robbie Williams több albumot adott el az Egyesült Királyságban, mint bármely más szólóénekes a zenetörténelem során
- Hivatalos album eladás: 16,2 millió (54x-es platina)
- 8 első helyezett album: Life thru a Lens, I’ve Been Expecting You, Sing When You’re Winning, Swing When You’re Winning, Escapology,

Greatest Hits, Intensive Care és a Rudebox.
- 6 első helyezett kislemez: Millennium, She’s the One,

Rock DJ, Eternity, Somethin’ Stupid és a Radio.
- Egy dupla platina minősítésű kislemez: (Angels), egy platina kislemez (Rock DJ), két arany kislemez (She’s the One és a Millennium) és négy ezüst kislemez (Freedom, Kids, Somethin’ Stupid és No Regrets).

Németország:
- Hivatalos album-eladás: 7.7 millió
- 7 első helyezett album: Sing When You’re Winning, Swing When You’re Winning, Escapology, Live at Knebworth, Greatest Hits, Intensive Care és Rudebox
- Michael Jackson-t leszámítva senki más nem adott el annyi albumot, mint Williams

Latin-Amerika:
- Jelenleg a legkelendőbb nem-latin előadó Dél-Amerikában.
- Minden albuma bekerült a itt a Top 10-be, valamint a mexikói és a brazíliai Top 40-be
- Több, mint 3 milliót adott el Dél-Amerikában[65]
- 2005-tel bezárólag a mexikói eladások meghaladták az 1 milliót (nem számolva az Intensive Care-t és a Rudeboxot)[66]

Ausztrália és Új-Zéland:
- A XIX. század legkelendőbb külföldi művésze Ausztráliában
- Több, mint 2 millió albumot adott el Ausztráliában és további fél milliót Új-Zélandon
- 3 első helyezett albuma volt az országban

### Album minősítések
| - Life thru a Lens Egyesült Királyság - minősítés: 8x platina (2,400,000) Hollandia - minősítés: aranylemez (40,000) Ausztrália - minősítés: aranylemez (35,000) Svájc - minősítés: aranylemez (25,000) Argentína - minősítés: aranylemez (20 000) - I’ve Been Expecting You Egyesült Királyság - minősítés: 10x platina (3,000,000) Németország - minősítés: aranylemez (150,000) Hollandia - minősítés: aranylemez (40,000) Svájc - minősítés: platina (40,000) Argentína - minősítés: aranylemez (20,000) Norvégia - minősítés: aranylemez (20,000) Svédország - minősítés: aranylemez (20,000) Franciaország - minősítés: 2x aranylemez (200,000) - The Ego Has Landed Amerikai Egyesült Államok - minősítés: aranylemez (500,000) Új-Zéland - minősítés: 9x platina (135,000) Kanada - minősítés: platina (100,000) Mexikó - minősítés: aranylemez (75,000) Ausztrália - minősítés: aranylemez (35,000) Argentína - minősítés: aranylemez (20,000) - Sing When You’re Winning Egyesült Királyság - minősítés: 8x platina (2,400,000) Németország - minősítés: 3x aranylemez (300,000) Ausztrália - minősítés: 3x platina (210,000) Franciaország - minősítés: 2x aranylemez (170,000) Mexikó - minősítés: platina (150,000) Argentína - minősítés: 2x platina (80,000) Hollandia - minősítés: platina (80,000) Svájc - minősítés: aranylemez (25,000) Norvégia - minősítés: aranylemez (20,000) Svédország - minősítés: platina (40,000) - Swing When You’re Winning Egyesült Királyság - minősítés: 8x platina (2,400,000) Németország - minősítés: 5x platina (1,000,000) Ausztrália - minősítés: 4x platina (280,000) Franciaország - minősítés: platina (200,000) Hollandia - minősítés: 2x platina (160,000) Ausztria - minősítés: 4x platina (120,000) Svájc - minősítés: 3x platina (120,000) Mexikó - minősítés: aranylemez (75,000) Argentína - minősítés: 3x platina (120,000) Svédország - minősítés: platina (40,000) Magyarország - minősítés: aranylemez (40,000) - Escapology Egyesült Királyság - minősítés: 6x platina (1,800,000) Németország - minősítés: 7x aranylemez (700,000) Franciaország - minősítés: 2x platina (400,000) Ausztrália - minősítés: 5x platina (350,000) Svájc - minősítés: 5x platina (200,000) Hollandia - minősítés: 2x platina (160,000) Mexikó - minősítés: platina (150,000) Ausztria - minősítés: 4x platina (120,000) Argentína - minősítés: 2x platina (80,000) Belgium - minősítés: platina (50,000) Svédország - minősítés: platina (40,000) Magyarország - minősítés: aranylemez (3,000) | - Greatest Hits (Robbie Williams-album) Egyesült Királyság - minősítés: 6x platina (1,800,000) Németország - minősítés: 9x aranylemez (900,000) Ausztrália - minősítés: 8x platina (560,000) Mexikó - minősítés: 2x platina (200,000) Ausztria - minősítés: 4x platina (120,000) Svájc - minősítés: 3x platina (120,000) Argentína - minősítés: 7x platina (280,000) Hollandia - minősítés: platina (80,000) Belgium - minősítés: platina (50,000) Finnország - minősítés: platina (40,367) Svédország - minősítés: aranylemez (20,000) - Intensive Care Egyesült Királyság - minősítés: 5x platina (1,500,000) Németország - minősítés: 11x aranylemez (1,100,000) Franciaország - minősítés: 2x platina (553,000) Hollandia - minősítés: 2x platina (160,000) Mexikó - minősítés: 2x gyémánt (800,000) Svájc - minősítés: 3x platina (120,000) Belgium - minősítés: 2x platina (100,000) Ausztria - minősítés: 3x platina (90,000) Argentína - minősítés: 3x platina (120,000) Ausztrália - minősítés: platina (70,000) Finnország - minősítés: 2x platina (62,501) Görögország - minősítés: aranylemez (10,000) Svédország - minősítés: platina (40,000) - Rudebox Egyesült Királyság - minősítés: 2x platina (600,000) Németország - minősítés: 3x platina (600,000) Ausztrália - minősítés: 2x platina (140,000) Olaszország - minősítés: platina (100,000) Mexikó - minősítés: platina (100,000) Franciaország - minősítés: aranylemez (100,000) Hollandia - minősítés: platina (70,000) Svájc - minősítés: 2x platina (60,000) Belgium - minősítés: platina (50,000) Argentína - minősítés: 2 x platina (80,000) Ausztria - minősítés: 2x platina (40,000) Spanyolország - minősítés: aranylemez (40,000) Dánia - minősítés: platina (30,000) Finnország - minősítés: platina (35,000) Svédország - minősítés: aranylemez (30,000) Észtország - minősítés: aranylemez (5,000) - Reality Killed The Video Star Argentína - minősítés: aranylemez (20,000) Ausztrália - minősítés: platina (70,000) Ausztria - minősítés: platina (20,000) Belgium - minősítés: aranylemez (15,000) Dánia - minősítés: aranylemez (15,000) Finnország - minősítés: aranylemez (14,000) Németország - minősítés: 2x platina (400,000) Mexikó - minősítés: aranylemez (50,000) Új-Zéland - minősítés: aranylemez (7,500) Lengyelország - minősítés: aranylemez (10,000) Egyesült Királyság - minősítés: 2x platina (600,000) - In and Out of Consciousness: The Greatest Hits 1990–2010 Ausztrália - minősítés: aranylemez (35,000) Ausztria - minősítés: aranylemez (10,000) Belgium - minősítés: aranylemez (15,000) Dánia - minősítés: aranylemez (15,000) Franciaország - minősítés: aranylemez (100,000) Németország - minősítés: aranylemez (100,000) Írország - minősítés: aranylemez (....) Olaszország - minősítés: platina (100,000) Portugália - minősítés: aranylemez (....) Egyesült Királyság - minősítés: 2x platina (600,000) |

## Kislemezek
| 1996                                                                                                   | Freedom                                                     | 2  | 6  | —  | 10 | 6  | 8  | 10 | 39 | 24 | 8  | —  | - UK: ezüst                        | nem jelent meg nagylemezen    |
| 1997                                                                                                   | Old Before I Die                                            | 2  | —  | —  | 37 | 11 | 6  | 32 | —  | —  | 30 | —  |                                    | Life thru a Lens              |
| 1997                                                                                                   | Lazy Days                                                   | 8  | —  | —  | 90 | —  | 14 | —  | —  | —  | —  | —  |                                    | Life thru a Lens              |
| 1997                                                                                                   | South of the Border                                         | 14 | —  | —  | —  | —  | —  | —  | —  | —  | —  | —  |                                    | Life thru a Lens              |
| 1997                                                                                                   | Angels                                                      | 4  | 40 | 7  | 9  | 2  | 12 | 14 | 23 | 13 | 4  | 41 | - UK: 2× platina                   | Life thru a Lens              |
| 1998                                                                                                   | Let Me Entertain You                                        | 3  | 46 | —  | —  | 13 | —  | —  | 33 | —  | —  | —  | - UK: ezüst                        | Life thru a Lens              |
| 1998                                                                                                   | Millennium                                                  | 1  | 24 | 16 | 41 | 1  | 6  | 29 | 3  | 12 | 18 | 72 | - UK: arany                        | I’ve Been Expecting You       |
| 1998                                                                                                   | No Regrets                                                  | 4  | —  | 67 | 60 | 15 | —  | —  | 29 | 43 | —  | —  | - UK: ezüst                        | I’ve Been Expecting You       |
| 1999                                                                                                   | Strong                                                      | 4  | —  | 99 | 68 | 12 | —  | —  | 9  | —  | —  | —  |                                    | I’ve Been Expecting You       |
| 1999                                                                                                   | She’s the One/It’s Only Us                                  | 1  | —  | 74 | 27 | 4  | 8  | 29 | 3  | 42 | 20 | —  | - UK: arany                        | I’ve Been Expecting You       |
| 2000                                                                                                   | Win Some Lose Some                                          | —  | —  | —  | —  | —  | —  | —  | 7  | —  | —  | —  |                                    | I’ve Been Expecting You       |
| 2000                                                                                                   | Rock DJ                                                     | 1  | 4  | 40 | 9  | 1  | 3  | 6  | 1  | 18 | 9  | —  | - UK: platina - AUS: platina       | Sing When You’re Winning      |
| 2000                                                                                                   | Kids (közreműködik: Kylie Minogue)                          | 2  | 14 | —  | 47 | 9  | —  | 11 | 5  | 31 | 35 | —  | - UK: ezüst - AUS: arany           | Sing When You’re Winning      |
| 2000                                                                                                   | Supreme                                                     | 4  | 14 | 12 | 14 | 10 | 4  | 8  | 3  | 14 | 4  | —  |                                    | Sing When You’re Winning      |
| 2001                                                                                                   | Let Love Be Your Energy                                     | 10 | 53 | —  | 68 | 26 | —  | 21 | 11 | —  | 56 | —  |                                    | Sing When You’re Winning      |
| 2001                                                                                                   | Eternity/The Road to Mandalay                               | 1  | —  | 45 | 7  | 2  | 4  | 17 | 1  | 34 | 10 | —  | - UK: ezüst                        | Sing When You’re Winning      |
| 2001                                                                                                   | Better Man                                                  | —  | 6  | —  | —  | —  | —  | —  | 4  | —  | —  | —  | - AUS: arany                       | Sing When You’re Winning      |
| 2001                                                                                                   | Somethin’ Stupid (közreműködik: Nicole Kidman)              | 1  | 8  | 16 | 2  | 2  | 2  | 9  | 1  | 17 | 3  | —  | - UK: ezüst - AUS: arany           | Swing When You’re Winning     |
| 2002                                                                                                   | Mr. Bojangles/I Will Talk and Hollywood Will Listen         | —  | —  | —  | 77 | —  | —  | —  | —  | —  | 68 | —  |                                    | Swing When You’re Winning     |
| 2002                                                                                                   | Feel                                                        | 4  | 10 | 6  | 3  | 4  | 1  | 1  | 7  | 3  | 4  | —  | - AUS: arany                       | Escapology                    |
| 2003                                                                                                   | Come Undone                                                 | 4  | 27 | 49 | 16 | 14 | 11 | 8  | 25 | 46 | 45 | —  |                                    | Escapology                    |
| 2003                                                                                                   | Something Beautiful                                         | 3  | 24 | 70 | 46 | 6  | —  | 8  | 7  | —  | —  | 52 |                                    | Escapology                    |
| 2003                                                                                                   | Sexed Up                                                    | 10 | 17 | —  | 53 | 18 | 8  | 12 | 25 | —  | 59 | —  |                                    | Escapology                    |
| 2004                                                                                                   | Radio                                                       | 1  | 12 | 48 | 2  | 6  | 2  | 9  | —  | 22 | 14 | —  | - AUS: arany                       | Greatest Hits                 |
| 2004                                                                                                   | Misunderstood                                               | 8  | 39 | —  | 20 | 27 | 7  | 8  | —  | 35 | 26 | —  |                                    | Greatest Hits                 |
| 2005                                                                                                   | Tripping                                                    | 2  | 7  | 9  | 1  | 4  | 1  | 1  | 20 | 2  | 2  | —  | - AUS: arany                       | Intensive Care                |
| 2005                                                                                                   | Make Me Pure                                                | —  | —  | —  | —  | —  | —  | 15 | —  | —  | —  | —  |                                    | Intensive Care                |
| 2005                                                                                                   | Advertising Space                                           | 8  | 17 | 14 | 10 | 20 | 4  | 5  | 32 | 11 | 9  | —  |                                    | Intensive Care                |
| 2006                                                                                                   | Sin Sin Sin                                                 | 22 | 26 | 46 | 18 | 23 | 9  | 9  | —  | 45 | 16 | —  |                                    | Intensive Care                |
| 2006                                                                                                   | Rudebox                                                     | 4  | 13 | 31 | 1  | 17 | 1  | 4  | —  | 16 | 1  | —  |                                    | Rudebox                       |
| 2006                                                                                                   | "Kiss Me"                                                   | —  | —  | —  | —  | —  | —  | —  | —  | 56 | —  | —  |                                    | Rudebox                       |
| 2006                                                                                                   | Lovelight                                                   | 8  | 25 | —  | 21 | 28 | 4  | 8  | —  | 23 | 25 | —  |                                    | Rudebox                       |
| 2007                                                                                                   | Bongo Bong and Je Ne T'Aime Plus (közreműködik: Lily Allen) | —  | —  | —  | —  | —  | —  | —  | —  | —  | 77 | —  |                                    | Rudebox                       |
| 2007                                                                                                   | She's Madonna (közreműködik: a Pet Shop Boys)               | 16 | —  | —  | 4  | 38 | 3  | 2  | —  | 20 | 8  | —  |                                    | Rudebox                       |
| 2009                                                                                                   | Bodies                                                      | 2  | 4  | 8  | 1  | 3  | 1  | 1  | 30 | 4  | 1  | —  | - UK: ezüstlemez - AUS: aranylemez | Reality Killed The Video Star |
| 2009                                                                                                   | You Know Me                                                 | 6  | 33 | —  | 26 | 22 | 12 | 10 | —  | 35 | 51 | —  | - UK: ezüstlemez                   | Reality Killed The Video Star |
| 2010                                                                                                   | Morning Sun                                                 | 45 | —  | —  | 32 | —  | —  | 19 | —  | —  | —  | —  |                                    | Reality Killed The Video Star |
| 2010                                                                                                   | Shame (közreműködik: Gary Barlow)                           | 2  | 62 | —  | 11 | 8  | 7  | 4  | —  | 19 | 19 | —  | - UK: ezüstlemez                   | In and Out of Consciousness   |
| 2012                                                                                                   | Candy                                                       | 1  | 59 | 14 | 3  | 2  | 2  | 1  | —  | 42 | 8  | —  | - ITA: platinalemez                |                               |
| 2012                                                                                                   | Different                                                   | —  | —  | —  | —  | —  | —  | —  | —  | —  | —  | —  |                                    |                               |
| 2013                                                                                                   | Be a Boy                                                    | —  | —  | —  | —  | —  | —  | —  | —  | —  | —  | —  |                                    | Take the Crown                |
| A "—" jel azt jelenti, hogy az adott országban nem volt helyezése az albumnak, vagy nem is jelent meg. |                                                             |    |    |    |    |    |    |    |    |    |    |    |                                    | Take the Crown                |

## DVD-k
| Év                   | DVD címe                                           | Rendező         | Kiadó             | Hossz     | Helyezés                                           |  |
| -------------------- | -------------------------------------------------- | --------------- | ----------------- | --------- | -------------------------------------------------- |  |
| 1998. november 16.   | Live in Your Living Room                           | Geoff Wonfor    | EMI               | 93p       | 53                                                 |  |
| 1999. december 6.    | Angels                                             | Simon Hilton    | Chrysalis Records | 18p 30 mp | [ 97 ]                                             |  |
| 2000. szeptember 11. | Rock DJ                                            | Vaughan Arnell  | Chrysalis Records |           | 8                                                  |  |
| 2000. november 13.   | Where Egos Dare                                    | Simon Hilton    | Chrysalis Records |           | [ 99 ]                                             |  |
| 2001. december 3.    | Live at the Albert                                 | Hamish Hamilton | EMI               | 100p      | 1 (Ausztrália)                                     |  |
| 2002. július 1.      | Nobody Someday                                     | Brian Hill      | EMI               | 140p      | 34 (UK) 88                                         |  |
| 2003. március 31.    | The Robbie Williams Show                           | Hamish Hamilton | EMI               | 120p      | 29 (Németország) 52 (UK)                           |  |
| 2003. november 24.   | What We Did Last Summer: Live at Knebworth         | Hamish Hamilton | EMI               | 162p      | 1 (Norvégia) 1 (Németország) 1 (UK) 4 (Ausztrália) |  |
| 2006. november 13.   | And Through It All: Robbie Williams Live 1997-2006 |                 | EMI               |           | 5 (Németország) 14 (UK)                            |  |

### Közreműködései más albumokon
| Év   | Dal címe                                         | Kinek az albumán            | Album címe                                                                    |
| ---- | ------------------------------------------------ | --------------------------- | ----------------------------------------------------------------------------- |
| 1998 | I Started a Joke                                 | The Orb                     | Gotta Get a Message to You (Bee Gees tribute album)                           |
| 1998 | There Are Bad Times Just Around the Corner       | Noël Coward                 | Twentieth-Century Blues: The Songs of Noël Coward (Noël Coward tribute album) |
| 1999 | Are You Gonna Go My Way                          | Tom Jones                   | Reload                                                                        |
| 2000 | That Old Black Magic                             | Jane Horrocks               | The Further Adventures of Little Voice                                        |
| 2000 | Kids                                             | Kylie Minogue               | Light Years / Sing When You’re Winning                                        |
| 2001 | Sweet Gene Vincent                               | Ian Dury                    | Brand New Boots and Panties (Ian Dury tribute album)                          |
| 2001 | Somethin’ Stupid                                 | Nicole Kidman               | Swing When You’re Winning                                                     |
| 2001 | It Was a Very Good Year                          | Frank Sinatra               | Swing When You’re Winning                                                     |
| 2001 | Well, Did You Evah!                              | Jon Lovitz                  | Swing When You’re Winning                                                     |
| 2001 | Things                                           | Jane Horrocks               | Swing When You’re Winning                                                     |
| 2001 | They Can’t Take That Away from Me                | Rupert Everett              | Swing When You’re Winning                                                     |
| 2001 | Me and My Shadow                                 | Jonathan Wilkes             | Swing When You’re Winning                                                     |
| 2002 | My Culture                                       | 1 Giant Leap és a Maxi Jazz | 1 Giant Leap                                                                  |
| 2002 | You're The Why                                   | Ian Dury and the Blockheads | Ten More Turnips from the Tip (Ian Dury and the Blockheads posthumous album)  |
| 2006 | Jealousy                                         | Pet Shop Boys               | Concrete                                                                      |
| 2007 | The Only One I Know (The Charlatans-feldolgozás) | Mark Ronson                 | Version                                                                       |
| 2007 | Please Don’t Talk About Me When I’m Gone         | Dean Martin                 | Forever Cool                                                                  |
| 2009 | Close My Eyes                                    | Sander van Doorn            |                                                                               |

### Egyéb közreműködés
| Év   | Kislemez        | Legmagasabb helyezés | Legmagasabb helyezés | Legmagasabb helyezés | Legmagasabb helyezés | Legmagasabb helyezés | Legmagasabb helyezés | Legmagasabb helyezés | Legmagasabb helyezés | Album                        |
| Év   | Kislemez        | UK                   | AUS                  | GER                  | IRE                  | ITA                  | NL                   | NZ                   | SWI                  | Album                        |
| ---- | --------------- | -------------------- | -------------------- | -------------------- | -------------------- | -------------------- | -------------------- | -------------------- | -------------------- | ---------------------------- |
| 2010 | Everybody Hurts | 1                    | 28                   | -                    | 1                    | -                    | -                    | -                    | -                    | Helping Haiti Charity Single |

## Közreműködések más albumokon
- Mike Bassett: England Manager (filmzene) – Summertime (a dal egy újabb változata később felkerült a Rudeboxra) (2001)

## Videográfia

### Videóklipek
| Év   | Dal címe                               | Rendező          | Album                         |
| ---- | -------------------------------------- | ---------------- | ----------------------------- |
| 1996 | Freedom                                |                  |                               |
| 1997 | Old Before I Die                       | David Mould      | Life thru a Lens              |
| 1997 | Lazy Days                              | Thomas Q Napper  | Life thru a Lens              |
| 1997 | South of the Border                    | Thomas Q Napper  | Life thru a Lens              |
| 1997 | Angels                                 | Vaughan Arnell   | Life thru a Lens              |
| 1998 | Let Me Entertain You                   | Vaughan Arnell   | Life thru a Lens              |
| 1998 | Millennium                             | Vaughan Arnell   | I’ve Been Expecting You       |
| 1998 | No Regrets                             | Pedro Romhanyi   | I’ve Been Expecting You       |
| 1999 | Strong                                 | Simon Hilton     | I’ve Been Expecting You       |
| 1999 | She’s the One                          | Dom and Nic      | I’ve Been Expecting You       |
| 1999 | It’s Only Us                           | Dom and Nic      | I’ve Been Expecting You       |
| 2000 | Rock DJ                                | Vaughan Arnell   | Sing When You’re Winning      |
| 2000 | Kids                                   | Simon Hilton     | Sing When You’re Winning      |
| 2000 | Supreme                                | Vaughan Arnell   | Sing When You’re Winning      |
| 2001 | Let Love Be Your Energy                | Ed Bignell       | Sing When You’re Winning      |
| 2001 | Eternity                               | Vaughan Arnell   | Sing When You’re Winning      |
| 2001 | The Road to Mandalay                   | Vaughan Arnell   | Sing When You’re Winning      |
| 2001 | Somethin’ Stupid                       | Vaughan Arnell   | Swing When You’re Winning     |
| 2002 | Mr. Bojangles                          | Hamish Hamilton  | Swing When You’re Winning     |
| 2002 | I Will Talk and Hollywood Will Listen" | Hamish Hamilton  | Swing When You’re Winning     |
| 2002 | Feel                                   | Vaughan Arnell   | Escapology                    |
| 2003 | Come Undone                            | Jonas Åkerlund   | Escapology                    |
| 2003 | Something Beautiful                    | James Tonkin     | Escapology                    |
| 2003 | Sexed Up                               | Nicola Doring    | Escapology                    |
| 2004 | Radio                                  | Vaughan Arnell   | Greatest Hits                 |
| 2004 | Misunderstood                          | Julian Gibbs     | Greatest Hits                 |
| 2005 | Tripping                               | Johan Renck      | Intensive Care                |
| 2005 | Advertising Space                      | David LaChapelle | Intensive Care                |
| 2006 | Sin Sin Sin                            | Vaughan Arnell   | Intensive Care                |
| 2006 | Rudebox                                | Seb Janiak       | Rudebox                       |
| 2006 | Lovelight                              | Jake Nava        | Rudebox                       |
| 2007 | She’s Madonna                          | Johan Renck      | Rudebox                       |
| 2009 | Bodies                                 | Vaughan Arnell   | Reality Killed The Video Star |
| 2009 | You Know Me                            | Phil & Olly      | Reality Killed The Video Star |
| 2010 | Morning Sun                            | Vaughan Arnell   | Reality Killed The Video Star |
| 2010 | Shame                                  | Vaughan Arnell   |                               |
| 2012 | Candy                                  | Joseph Kahn      | Take the Crown                |